# 留守居
留守居（るすい）は、江戸幕府および諸藩に置かれた職名のひとつ。
御留守居（おるすい）とも呼ばれる。

## 概要
諸藩の江戸留守居役は御城使とも言われ、江戸武鑑でもほぼ「城使」と記される。
ただし、後述のように徳川御三家の江戸留守居は「城附」と記される他、江戸幕府の老中や側用人などの要職者が藩主である藩の場合は「公用人」と記される例外はあった。
幕府公認の留守居組合を作って情報交換をしており、いわば諸藩の外交官であった。なお、少数ではあるが藩主不在中の江戸藩邸の警備責任者たる留守居と、連絡折衝役たる御城使を分けて設置する藩も存在した。
留守居の副官・補佐役を留守居添役と呼ぶことが多い。

## 幕府の留守居
幕府における留守居は、老中の支配に属し、大奥の取り締まりや通行手形の管理、将軍不在時には江戸城の留守を守る役割を果たした。
役高は5000石で旗本から選任され、定員は4名から8名、旗本で任じられる役職では側衆（役高5000石）、大番頭（役高5000石）と並んで最高の役職であった。万石以上・城主格の待遇を受け、特権として次男まで御目見が許された他、下屋敷を与えられた。初期はまとめ役である「大留守居」が設置され、旗本でも側衆と共に最高位の格式が与えられた。しかし、将軍が江戸城から外出する機会が減少したことと幕府機構の整備による権限委譲によって、その地位は低下し、元禄年間前後には長年忠勤を尽くした旗本に対する名誉職と化した。
譜代大名が就任した例もあり、寛文5年（1665年）に伊予今治藩主松平定房が大留守居に任命され、延宝2年（1674年）まで務めた。元禄11年（1698年）に上野前橋藩主酒井忠挙が選ばれ、元禄13年（1700年）に辞任、同年に越後高田藩主稲葉正往が務め、元禄14年（1701年）に辞任したのを最後に、大名が大留守居になることはなかった。松平定房は高齢だったが健康という理由から任命されたが、酒井忠挙の場合は高い家格に合わせた閑職で、稲葉正往は辞任した年に老中に就任していることから昇進を控えた役職ではないかとされている。
本丸の他に西丸・二丸にも配置され、西丸留守居は若年寄の支配を受け、役高2000石で諸大夫役。二丸留守居は若年寄の支配を受け、役高700石で布衣役。両役ともに、長年勤仕を果たした旗本に対する名誉職であった反面、本丸留守居とは異なり左遷の意味合いを含むことも多かった。
なお、似たような名前の職に留守居番（るすいばん）がある。これは留守居と同様老中に属し、宿直により大奥の警備、奥向きの用務を取り扱った。おおむね1000石の旗本が任じられた。留守居とは同僚ではあるが、直接上下関係はなかった。

## 諸藩の留守居
多くの諸藩留守居は物頭級（小藩にあっては番頭級）の有能な家臣から選ばれた。また、一部の藩では家老、用人、側用人が兼務する場合もあった。なお、武鑑上では全ての藩で用人より下座扱いである。
留守居は藩主が江戸藩邸にいない場合に藩邸の守護にあたったほか、藩主が江戸在府中であっても御城使として江戸城中の蘇鉄の間に詰め、幕閣の動静把握、幕府から示される様々な法令の入手や解釈、幕府に提出する上書の作成を行っていた。江戸時代は「礼儀三百威儀三千」ともいわれるほどで、前例に従って落ち度のないことが第一と考えられており、それに資する先例を捜査するために留守居組合にて他藩の留守居と情報交換を行った。また自藩の本家（本藩）・分家（支藩）との連絡・調整に当たるのも留守居の役目であった。
幕府が諸藩の留守居役による暗躍・工作活動を嫌い、江戸城登城を禁止した時期も数次に及ぶが、不便であるためまたすぐに解禁されるなどしていたことは、その微妙な立場を物語っている。また、正式ルートを通じる以前の内証を得るための調整が諸藩留守居役と取次の老中の間でなされ、スムーズな幕藩関係を築く努力がなされた。
留守居の情報交換は、藩の財政を無視して遊郭や料亭などで頻繁に行われたため、財政難に苦しむ各藩の国許や勘定方からは怨嗟の眼差しで見られた。
なお、京都・大坂・長崎に屋敷を持つ諸藩では、それぞれに留守居が置かれることが多かった（京都留守居役など）。

## 公用人
藩主が幕府の老中や側用人といった要職にあるときに城使及び江戸留守居添役は、対幕府・諸藩等との外交専門の用人である公用人となる（寺社奉行などでは改称されない）。御城使たる江戸留守居と添役は、藩主が幕府の役職にあるときは将軍家の陪臣として、また藩主の身内人として、公儀の御用に携わることになる。よって江戸時代後期から、公用人の名が用いられるようになった。諸藩の藩主が幕府の役職に就任すると、参勤交代は行われなくなり、藩主は江戸定府となり、留守居と添役の職名は公用人に変更され、致仕するとまた元の職名に戻ることが、各種武鑑から証明できる。
また、京都所司代に就任した場合も公用人が置かれるが、この場合は藩主は当然、江戸に定府せず京に赴任して同地に詰めた。臨時に江戸屋敷から派遣された留守居・添役及び江戸屋敷に残った留守居・添役も、揃って公用人を称した。また、藩主の所司代就任に当たり、別個に家臣団を編成したが（その武鑑が現存する）、内実は江戸表や国許との役職との兼職や臨時の派遣に頼った。